# Mulay
Mulay o Mulai, (Arabo marocchino ﻣولاي Mawlāy, "Mio Signore") è un titolo portato da numerosi sovrani del Marocco che si considerano discendenti di al-Ḥasan e al-Ḥusayn, (nipoti del profeta Maometto). 
È il corrispettivo marocchino del titolo Sayyid in uso altrove nel mondo arabo-islamico.
In particolare, questo titolo contraddistingue i sovrani delle dinastie degli Alawidi (attualmente regnanti in Marocco) e degli Idrisidi, la prima dinastia, alide, del Marocco.
Oggi è vietato aggiungere questo titolo altamente onorifico - produttivo di potenziali vantaggi non solo morali - al proprio nome senza poter dimostrare la propria discendenza.